# Catastrofi a scelta
Catastrofi a scelta (A Choice of Catastrophes) è un libro di divulgazione scientifica di Isaac Asimov.
In esso vengono analizzate tutte le possibili realistiche cause che porteranno o potrebbero portare alla scomparsa del genere umano.
Il libro parte da una scala universale (la morte termica dell'universo, oppure il big crunch), quindi scende a livello del sistema solare (descrivendo l'espansione del Sole al termine del suo ciclo dell'idrogeno, oppure l'effetto della collisione con asteroidi) e infine illustrando le possibili fonti di catastrofe legate alla Terra e all'attività degli esseri umani.

## Edizioni in italiano
- Isaac Asimov, Catastrofi a scelta: le apocalissi che incombono sul nostro pianeta, traduzione di Tullio Chersi, A. Mondadori, Milano 1980